# Бусоль (протока)
46°41′45″ пн. ш. 151°21′06″ сх. д. / 46.695833333333° пн. ш. 151.35166666667° сх. д.
Бусоль (рос. Буссоль) — одна з найширших (68 км) та найглибша протока Курильських островів. Розташована у середній частині Великої Курильської гряди. Відокремлює острів Симушир від островів Чорних Братів і острова Броутона. Названа у 1787 році французьким мореплавцем Жаном-Франсуа Лаперузом, яки першим пройшов цю протоку, на честь свого фрегата «Бусоль».
Протока глибоководна. Підводний рельєф протоки відрізняється різкими перепадами глибин. У центральній частині є підняття дна до глибини близько 500 м, яке розчленовується двома жолобами: західним — глибиною 1334 м, та східним — глибиною 2340 м. Швидкість припливних течій до 1 м/сек. Протока — основний постачальник охотськоморських вод у Тихий океан. її часто використовують при перетині гряди.